# Luis Cortés (profesor)
Luis Cortés Vázquez (Caravaca de la Cruz, 13 de febrero de 1924 - Salamanca, 14 de febrero de 1990) fue un filólogo, investigador de las artes populares, historiador del arte y fotógrafo, fue profesor de la Universidad de Salamanca desde los años cincuenta hasta finales de la década de los ochenta.
Tuvo cinco hijos: Alicia, Juan, Helena, Francisco y Pablo

## Biografía
Aunque nació en la localidad murciana de Caravaca de la Cruz por destino profesional de su padre, se crio y pasó su niñez en el sayagués municipio de Fermoselle en Zamora, y su juventud en Salamanca. Ejerció como catedrático de Filología francesa de la Universidad de Salamanca. Fue fundador de la primera cátedra universitaria española de esta especialidad, puesto que desempeñó ininterrumpidamente durante treinta años. Si bien su campo de investigación fundamental fue la literatura medieval francesa, sus intereses se extendían a todo el ámbito histórico de las letras del país galo. Su formación integral como romanista le llevó a conocer todas las lenguas y literaturas románicas. Es reconocido su esfuerzo por dar a conocer las artes populares, de cuya investigación fue también pionero e infatigable divulgador. El Museo Etnográfico de Castilla y León, sito en Zamora, alberga su colección del arte pastoril salmantino.
Luis Cortés también escribió acerca de la historia literaria de la ciudad de Salamanca y, extensivamente, sobre las tradiciones y patrimonio de su Universidad. 
Su esposa, la también conocida profesora francesa, Paulette Gabaudan (licenciada de la Escuela Normal de París) fue una gran promotora del teatro universitario salmantino y durante casi tres décadas anualmente y de forma ininterrumpida produjo obras para la escena, dirigiendo en ellas con energía a sus estudiantes de la asignatura de Historia de la literatura Francesa.
Luis Cortés, amante del yoga y naturista, profundo conocedor del mundo rural leonés y extremeño, gozaba sobremanera de la vida al aire libre y fue un gran ornitólogo aficionado. Además, destacó como fotógrafo y cineasta.
También era un gran entusiasta de la capa charra. Su estampa caminando por la Plaza Mayor y la Calle de la Rúa hacia su despacho universitario del Palacio de Anaya envuelto en esta vestimenta tradicional era imagen constante en los meses del duro invierno salmantino.
Es padre del helenista Francisco Cortés Gabaudan y de la germanista y traductora, Helena Cortés Gabaudan.

## Obras

### Lingüística
- El dialecto galaico-portugués hablado en Lubián (Zamora): toponimia, textos e vocabulario. Universidad de Salamanca. Salamanca. 1954; reimpresión 2001, 196 ps - ISBN 847800867
- Cinco estudios sobre el habla popular en la literatura francesa: Molière, Balzac, Maupassant, Giono, Sartre. Universidad de Salamanca. Salamanca. 1964, 132 ps.
- El nombre de Zamora: un problema de toponimia española. Inst. Est. Zamoranos "Florián de Ocampo". 2002 - ISBN 84 86873 98 3

### Literatura popular
- Cuentos populares en la Ribera del Duero. Centro de Estudios Salmantinos. Salamanca. 1955, 156 ps.
- Leyendas, cuentos y romances de Sanabria: textos leoneses y gallegos. S.n. Salamanca. 1976 (reimpreso en 1992), 168 ps - ISBN 8440020600
- Cuentos populares salmantinos. I, Humanos, varios, ejemplares y religiosos. II, De encantamientos y de animales. 2 tomos, 297 + 307 páxs. Librería Cervantes. Salamanca. 1979 - ISBN 84 85664019
- Refranero geográfico zamorano. Diputación Provincial de Zamora. Zamora. 1995, 215 páxs - ISBN 8486873487

### Etnografía
- La alfarería popular salmantina. Centro de Estudios Salmantinos. Salamanca. 1953, 61 páxs.
- Dictionnaire de la poterie populaire de la province de Salamanque (Espagne). Centre International de la Dialectologie Générale. Louvain. 1954 (separata de "Orbis").
- Las ovejas y la lana en Lumbrales: pastoreo e industria primitiva en un pueblo salmantino. Centro de Estudios Salmantinos. Salamanca. 1957, 77 páx + 36 láminas.
- Alfarería popular del Reino de León. Librería Cervantes. Salamanca. D.L. 1987, 268 ps - ISBN 848 566 428.
- Obra dispersa de Etnografía: selección de escritos de Luís Cortés Vázquez (ed. de Paulette Gabaudan). Diputación Provincial de Salamanca. Salamanca. 1996, LXX + 714 ps - ISBN 8487339409

### Estudios literarios
- Ronsard y Machado: del "aubépin verdissant" al "olomo seco". Universidad de Salamanca. Salamanca. 1962 (separata de "Strenae. Filosofía y Letras"), 10 ps.
- Salamanca en la Literatura. Librería Cervantes. Salamanca. 1973, 316 ps - ISBN 8440059256
- Viaje literrario al norte cacereño. Colegio Universitario de Cáceres. Cáceres. 1973, 49 ps.

### Arte
- 50 medallones salmantinos. Ayuntamiento de Salamanca. Salamanca. D.L. 1971.
- Un enigma salmantino: la rana universitaria. Facultad de Filosofía y Letras. Salamanca. 1971  (1978, 2ª ed.), 70 ps - ISBN 84300003258
- con Santiago Sebastián,  Simbolismo de los programas humanísticos de la Universidad de Salamanca. Universidad de Salamanca. Salamanca. 1973, 84 ps.
- Ad summun caeli: El programa alegórico-humanista de la escalera de la Universidad

de Salamanca. Universidad de Salamanca. Salamanca. 1999, 102 páxs - ISBN 8474813255
- Arte popular salmantino. Centro de Estudios Salmantinos. salamanca. 1992, 226 páxs - ISBN 84 868 2012 X
- con Paulette Gabaudan, La fachada de San Esteban. Diputación Provincial de Salamanca. Salamanca. 1995, 128 páxs - ISBN 8477971005

### Libros de viajes
- Donde Sayago termina Fermoselle. Librería Cervantes. Salamanca. 1995 - ISBN 8485664701
- Salamanca: dieciséis claves. Librería Cervantes. Salamanca. D.L. 1990 - ISBN 84 85664 28 0
- Zamora . Inst. Est. Zamoranos "Florián de Ocampo". Zamora. 2002 - ISBN 84 86873 98 3

### Varia
- Añoranzas y antigüedades de Zamora. Edic. del Autor. Salamanca. 1980, 80 ps.
- La vida estudiantil en la Salamanca clásica. Universidad de Salamanca. Salamanca. 1989 (reimpresiones 1996, 2005), 196 páxs ISBN 8474815398
- Del papiro a la imprenta: pequeña historia del libro. CEGAL. Madrid. 1989, 145 páxs - ISBN 84440418914

### Ediciones e traducciones
- San Francisco de Sales: Cartas a religiosas. Traduc. Cortés Vázquez, elección y presentación Lamberto de Echevarría. Edit. Católica, Madrid. 1988, 221 ps.
- El cantar de Roldán: edición del manuscrito de Oxford. Versión española, notas e apéndice con texto paralelo francés. Gráficas Cervantes. Salamanca. 1975.